# X agosto
X agosto è una poesia composta da Giovanni Pascoli in memoria del padre Ruggero, ucciso mentre tornava a casa dal mercato di Cesena in circostanze misteriose il 10 agosto 1867, il giorno in cui si celebra san Lorenzo. Pascoli ha appena 12 anni, e questa morte aprirà una serie di lutti familiari.

## Contenuti
La narrazione, accostando una storia in una realtà naturale e un'altra in una realtà familiare, smaschera una cruda realtà universale: il male e l'ingiustizia che dominano l'esistenza. 

## Storia
La poesia fu pubblicata per la prima volta ne Il Marzocco il 9 agosto 1896; successivamente venne inserita nella quarta edizione (1897) di Myricae, nella sezione Elegie.

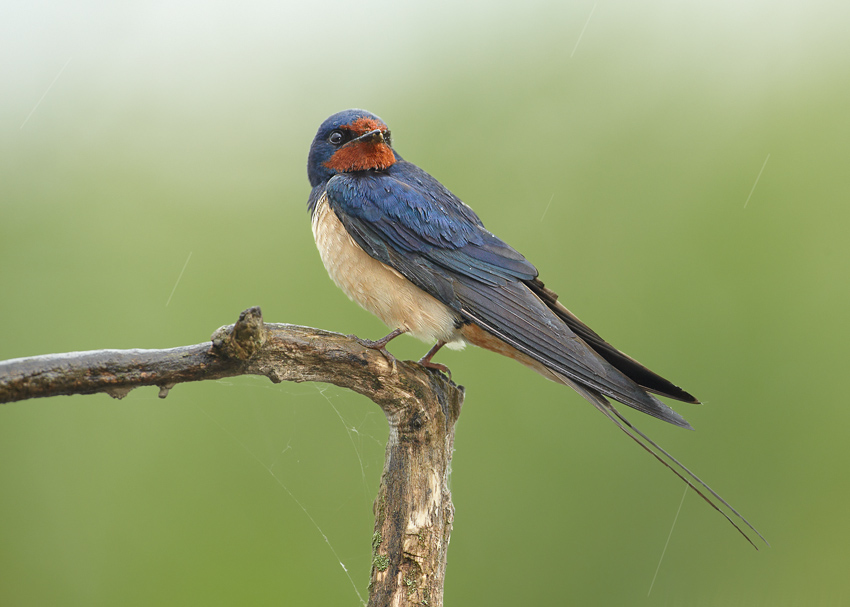
Una rondine comune (Hirundo rustica), metafora del padre nella poesia di Pascoli

## Testo e analisi
Il componimento è costituito da sei quartine di decasillabi e novenari ad anfibrachi, con rime alternate secondo lo schema ABAB.
|    | X agosto                                 |
|    |                                          |
|    | San Lorenzo, io lo so perché tanto       |
|    | di stelle per l'aria tranquilla          |
|    | arde e cade, perché sì gran pianto       |
|    | nel concavo cielo sfavilla.              |
|    |                                          |
| 5  | Ritornava una rondine al tetto:          |
|    | l'uccisero: cadde tra spini:             |
|    | ella aveva nel becco un insetto:         |
|    | la cena de' suoi rondinini.              |
|    |                                          |
|    | Ora è là, come in croce, che tende       |
| 10 | quel verme a quel cielo lontano;         |
|    | e il suo nido è nell'ombra, che attende, |
|    | che pigola sempre più piano.             |
|    |                                          |
|    | Anche un uomo tornava al suo nido:       |
|    | l'uccisero: disse: Perdono;              |
| 15 | e restò negli aperti occhi un grido:     |
|    | portava due bambole in dono…             |
|    |                                          |
|    | Ora là, nella casa romita,               |
|    | lo aspettano, aspettano in vano:         |
|    | egli immobile, attonito, addita          |
| 20 | le bambole al cielo lontano.             |
|    |                                          |
|    | E tu, Cielo, dall'alto dei mondi         |
|    | sereni, infinito, immortale,             |
|    | oh! d'un pianto di stelle lo inondi      |
|    | quest'atomo opaco del Male!              |

Nella prima strofa della poesia Pascoli afferma di sapere il motivo per cui il Cielo «piange» stelle cadenti. Andando avanti con la lettura, si scoprirà che, secondo il Pascoli, anche il Cielo, con la sua pioggia di stelle, piange la morte del padre del poeta. La particolare costruzione della frase contribuisce a creare un effetto cantilenante, sia per gli enjambement sia per l'uso di una sintassi iterativa cioè basata sulla ripetizione di perché, che in entrambi i casi introduce una subordinata interrogativa indiretta. 
Nella seconda e terza strofa si introduce il primo personaggio: la rondine, che viene uccisa. Il nido di questa, cioè i suoi piccoli, «pigola»: l'uso di questo vocabolo - nonostante il verso della rondine sia il garrito - simboleggia l'affievolirsi delle forze dei piccoli, i digiuni e, allo stesso tempo, l'inconsapevolezza di quei rondinini che nonostante tutto sperano ancora nel ritorno della madre. Speranza che, si intuisce, svanirà assieme al pigolio. Pascoli impiega una sintassi franta, adatta esprimere la rapidità e l'ineluttabilità della vicenda.
Nella quarta e quinta strofa si introduce il secondo personaggio, un uomo: anch'egli, come la rondine, gravato della responsabilità di una famiglia, stava tornando a casa e viene ucciso. L'uomo è il padre di Pascoli, anch'egli ucciso sulla strada del ritorno, e che portava con sé - così rievoca il poeta quell'episodio - in dono alle sue figliole (le sorelle di Pascoli) due bambole. 
Nell'ultima strofa il poeta si rivolge al Cielo, entità che dall'alto sovrasta serena il Male che domina la Terra, inondandola di una pioggia di stelle cadenti (quelle che, per tradizione, si possono osservare ogni anno nel cielo durante la notte di San Lorenzo, il 10 agosto, data che coincideva con l'anniversario dell'assassinio del padre del poeta) come a significare la tristezza del Cielo per il Male che viene commesso sulla Terra. 
L'intera poesia si basa sull'analogia tra l'uomo e la rondine: entrambi, nella seconda e quarta strofa, incarnano lo sgomento di Pascoli per l'ingiustizia che colpisce creature innocenti; nella terza e nella quinta strofa sembra che l'uomo e la rondine si rivolgano al cielo chiedendo giustizia più che per se stessi per i piccoli che, loro malgrado, hanno lasciato orfani.

## Nella cultura di massa
- Il rapper Rancore riprende la poesia come soggetto e parte del testo in X Agosto 2048, brano contenuto nell'album Xenoverso.[3]